# 타카하시 케이타로
타카하시 케이타로(일본어: 高橋慶太郎 다카하시 게이타로[*]、1978년 ~ )는 일본의 만화가, 일러스트레이터이다. 가나가와현 출신으로 어린시절 별명은 浜慶（하마케이)로 자신의 이름과 같이 「慶」가 사용되었을 뿐인 점포에서 따온 것이다. 다마 미술대학 그래픽 디자인학과를 중퇴했다.

## 이력
1999년에 투고작품『Ordinary±』가 講談社의 애프터눈 사계상(アフタヌーン四季賞)에 준 입선, 『애프터눈 시즌 증간』에 게재되어 데뷔하였다. 『Ordinary±』는 동 지에서 연재화했으나 얼마 지나지 않아 잡지 휴간으로 인해 중단되고 그 후 본지 『월간 애프터눈』에 단편물로 등장하였으나 미완인 채 종료되었다. 이후 출판사를 바꾸어 2007년 11월19일에 小学館(이하 소학관)GX코믹스에서 단행본으로 발매되었다.
『월간 선데이 제넥스』(소학관)에서 『요르문간드』의 연재가 시작될 때까지의 공백기간, 도쿄퐁퐁당(각주)명의의 동인활동이나 수편의 단편작, 소설의 삽화((텍스트 붙이기)『옆자리의 돗페루 씨』 시리즈 외)등의 일들을 했다.
2006년에 전장을 돌아다니는 무기상인과 용병들의 여행을 그린 『요르문간드』가 연재되어, 동년 11월17일에 제1집이 처음의 단행본으로서 소학관에서 발매되었다. 동작품은 2012년에 연재종료(전 11권)되었고 동년 4월에는 TV애니메이션화되었다.
2012년 4월부터 2016년 4월까지 『월간 선데이 제넥스』에서 여고생 킬러를 메인으로 한 건액션『디스트로246』(원제:デストロ２４６）（전7권)을 연재했다. 예각적(銳角的)인 묘선(描線)이나 먹칠기법을 많이 활용하고 세밀한 총기나 병기 등의 소도구등의 묘사가 특징이다.

## 작품
만화
- Ordinary± - 『애프터눈 증간』（2002年11호 - 14호）
- Ordinary±효(원문:梟)-오울루(원문:オウル)- - 『월간 애프터눈』（2005年2月호）、『월간 선데이GX』（2008年1月호 부록책자、재게시）
- NIPPON TRIBUNE TRANSACTION - 『코믹 블레이드GUNZ』（2004年Vol.2）- 『월간선데이GX』（2006年 - 2012年）
- 디스트로246 - 『월간선데이GX』（2012年5月호 - 2016年5月호）
- 빈민,　성궤, 대부호（원제:貧民、聖櫃、大富豪） - 『월간 선데이GX』（2017年1月호 - ）

일러스트
- 옆자리의 돗페루씨隣のドッペルさんシリーズ（著：砂浦俊一、挿絵担当）

게임
- Fate/Grand Order - 일부 캐릭터 디자인[1]